# Книдоспоридии
Книдоспоридии, или стрекающие споровики (лат. Cnidosporidia), — ранее выделявшийся тип паразитических организмов, объединявший миксоспоридий, актиномиксидий, микроспоридий и саркоспоридий. Был впервые выделен А. Лаббе в конце XIX века. Объединялись на основании наличия стрекательных клеток, входящих в состав многоклеточных спор.
Несмотря на одноклеточное строение, Книдоспоридии способны образовывать многоклеточные структуры — Плазмодии. Характерные для книдоспоридий споры содержат амёбоидный зародыш и одну или несколько стрекательных капсул. Наличие стрекательных капсул, служащих для прикрепления паразита к тканям организма — хозяина, обеспечивает широкое распространение Книдоспоридий.
Паразитируют в тканях и органах ряда беспозвоночных животных и рыб, вызывают опасные заболевания, часто приводящие к летальному исходу.